# تپه گورستان دوبلوکان
تپه قبرستان دوبلوکان مربوط به دوره ساسانیان است و در شهرستان ازنا، بخش مرکزی، دهستان پاچه لک غربی، ۲۰۰ متری شمال روستای دوبلوکان واقع شده و این اثر در تاریخ ۳۰ بهمن ۱۳۸۶ با شمارهٔ ثبت ۲۱۱۳۴ به‌عنوان یکی از آثار ملی ایران به ثبت رسیده است.